# RMS Caronia (1904)

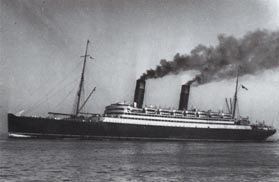
El RMS Caronia durante la navegación.

El RMS Caronia fue un transatlántico británico, botado el 13 de julio de 1904. Fue construido para la compañía naviera Cunard Line en los astilleros de John Brown & Co., en Glasgow. Fue el único barco de la flota de Cunard en ser bautizado en honor de un americano, siendo bautizado por Caro Brown, nieta del agente de Cunard en Nueva York. Partió de Liverpool en su viaje inaugural hacia Nueva York el 25 de febrero de 1905. Un exitoso crucero realizado en 1906, de Nueva York al mar Mediterráneo hizo que el Caronia  fuera en adelante utilizado frecuentemente para realizar cruceros en los años venideros.
El 14 de abril de 1912, el Caronia envió un primer aviso de hielo a las 09:00 al RMS Titanic informando de la presencia de "icebergs, témpanos de hielo y un campo de hielo" en la ruta del Titanic hacia Nueva York.

## Historia
El Caronia fue brevemente colocado en el servicio de Cunard a Boston en 1914, pero el inicio de la Primera Guerra Mundial hizo que fuera requisado como crucero mercante armado. En 1916, se convirtió en barco de tropas, y sirvió en esta función durante el resto de la guerra, regresando a la ruta entre Liverpool y Nueva York después de la guerra.
En 1920, el Caronia fue reconvertido para utilizar diésel en lugar de carbón para su propulsión.
Después de regresar a servicio, navegó en un buen número de rutas diferentes, incluyendo:
- Nueva York/Boston desde Liverpool
- Nueva York desde Londres
- Nueva York desde Hamburgo (1922)
- Quebec desde Liverpool (1924)
- Nueva York desde La Habana

Su último viaje, de Londres a Nueva York, tuvo lugar el 12 de septiembre de 1932, después del cual fue vendido para ser desguazado. Inicialmente vendido a Hughes Bolckow para su demolición en Blyth, fue revendido, rebautizado Taiseiyo Maru y navegó hasta Osaka, donde fue finalmente desguazado en 1933.

## Turbina experimental
El Caronia fue provisto en su construcción con la tecnología de motores de cuádruple expansión; mientras que su buque hermano, el Carmania, contaba con turbinas, tecnología más moderna, para la comparación entre ambos buques. Las turbinas de vapor finalmente desmostraron ser más económica.